# جورج تي جونسون
جورج تي جونسون (بالإنجليزية: George T. Johnson)‏ مواليد 18 ديسمبر 1948 في تيلرتاون، هو لاعب كرة سلة أمريكي سابق. بدأ مسيرته الاحترافية في سنة 1972. تم اختياره من قبل فريق شيكاغو بولز خلال الدرافت. يبلغ طوله 6 قدم 11 بوصة (2.1 م). اعتزل اللعب في 1986. فاز بلقب دوري إن بي إيه.

## المسيرة الاحترافية
لعب مع غولدن ستايت ووريورز من سنة 1972 إلى 1977، ثم لعب مع بوفالو بريفز في سنة 1977، ثم لعب مع بروكلين نتس من سنة 1977 إلى 1980، ثم لعب مع سان أنطونيو سبرز من سنة 1980 إلى 1982، ثم لعب مع أتلانتا هوكس في موسم 1982–1983، ثم لعب مع بروكلين نتس في موسم 1984–1985، ثم لعب مع سياتل سوبرسونيكس في موسم 1985–1986.

## روابط خارجية
- جورج تي جونسون على موقع إن بي أي (الإنجليزية)
- جورج تي جونسون على موقع سبورتس رفرنس (الإنجليزية)
- جورج تي جونسون على موقع ريلجم (الإنجليزية)
- جورج تي جونسون على موقع بروبوليرز (الإنجليزية)